# 제6사단 (일본군)
제6사단(第6師団 다이로쿠시단[*])은 일본 제국 육군이 진대를 기반으로 초기에 편성한 사단 중 하나였다. 통칭호는 "明兵団 메이헤이단[*]→명 병단".

## 역사
1888년 5월 14일, 6개 진대 중의 하나인 구마모토 진대가 제6사단으로 재편성되었다.

### 중일 전쟁
1937년 7월 27일, 제6사단은 지나 주둔군에 전속하는 즉시 베이징-텐진 전투에 참가하였고 뒤이어, 베이징-한커우 철도 작전에 참가하였다.
10월 20일, 제10군에 전속하여 제18, 114사단과 함께 항저우만에 상륙하여 난징 전투에 참가하였고, 패잔병을  처리하는 명목을 구실삼아 난징 대학살을 일으켰다.
1938년 2월 14일, 중지나 방면군의 지휘를 받으며 쉬저우 회전에 참가하였다. 그 사이에 5월 15일에 제6사단 위수지에서 제106사단이 편성되어, 똑같이 제11군 증원군으로 전속하였다. 7월 4일, 제11군로 전속하여 우한 회전에 참가하였고 이후 10월 26일에 제6사단은 선두에 서서 한커우를 점령하였다.
제106사단은 1940년 4월에 동원해제에 따라 폐지되었고, 제6사단은 보병 제47연대가 제48사단으로 전속하면서, 삼각사단으로 재편성되었다.

### 태평양 전쟁
1942년 11월, 원래 참가할려는 과달카날 전역에서 일본군이 패배하여 철수하자, 예정이 바뀌어 1943년에 솔로몬 제도의 부건빌섬으로 건너가 제17군에 편입되었다. 그 해 11월, 토로키나에 건설된 연합국의 비행장을 파괴하기 위해 전투를 벌였고, 1944년 3월 제2차 토로키나 전투에서 제17군의 선두에 섰고, 괴멸에 가까운 피해를 입었다. 이후의 전투의 흐름은 사이판에서 레이테섬으로 이어졌고, 보급이 끊겨 전투가 아닌 풍토병에 의해 죽는 장병들이 생겨났다.
부건빌섬 북쪽의 부인까지 밀려나 전멸할 순간까지 왔으나, 그들에게 있어 다행히도 1945년 8월 15일에 발표된 일왕의 항복선언으로 살아남았다. 토로키나에서 오스트레일리아 국방군이 내민 항복문서에 제17군 사령관이 서명하였고, 살아남은 일본군은 파우로섬의 포로수용소로 보내어졌다.

## 배속
- 지나 주둔군, 1937년 7월 27일
- 제10군, 1937년 10월 20일
- 중지나 방면군, 1938년 2월 14일
- 제11군, 1938년 7월 4일

## 편성
- 보병 제13연대
- 보병 제23연대
- 보병 제45연대
- 야포병 제6연대
- 공병 제6연대
- 치중병 제6연대
- 통신대
- 병기근무대
- 위생대
- 제1야전병원
- 제2야전병원
- 제4야전병원
- 병마창
- 가교재료대

## 참고
- Madej, Victor (1981). 《Japanese Armed Forces Order of Battle, 1937–1945》 (영어). Game Publishing Company. ASIN B000L4CYWW.